# Bracara Augusta
 (octobre 2023).
La mise en forme du texte ne suit pas les recommandations de Wikipédia : il faut le « wikifier ».
Les points d'amélioration suivants sont les cas les plus fréquents. Le détail des points à revoir est peut-être précisé sur la page de discussion.
- Les titres sont pré-formatés par le logiciel. Ils ne sont ni en capitales, ni en gras.
- Le texte ne doit pas être écrit en capitales (les noms de famille non plus), ni en gras, ni en italique, ni en « petit »…
- Le gras n'est utilisé que pour surligner le titre de l'article dans l'introduction, une seule fois.
- L'italique est rarement utilisé : mots en langue étrangère, titres d'œuvres, noms de bateaux, etc.
- Les citations ne sont pas en italique mais en corps de texte normal. Elles sont entourées par des guillemets français : « et ».
- Les listes à puces sont à éviter, des paragraphes rédigés étant largement préférés. Les tableaux sont à réserver à la présentation de données structurées (résultats, etc.).
- Les appels de note de bas de page (petits chiffres en exposant, introduits par l'outil «  Source ») sont à placer entre la fin de phrase et le point final[comme ça].
- Les liens internes (vers d'autres articles de Wikipédia) sont à choisir avec parcimonie. Créez des liens vers des articles approfondissant le sujet. Les termes génériques sans rapport avec le sujet sont à éviter, ainsi que les répétitions de liens vers un même terme.
- Les liens externes sont à placer uniquement dans une section « Liens externes », à la fin de l'article. Ces liens sont à choisir avec parcimonie suivant les règles définies. Si un lien sert de source à l'article, son insertion dans le texte est à faire par les notes de bas de page.
- La présentation des références doit suivre les conventions bibliographiques. Il est recommandé d'utiliser les modèles {{Ouvrage}}, {{Chapitre}}, {{Article}}, {{Lien web}} et/ou {{Bibliographie}}. Le mode d'édition visuel peut mettre en forme automatiquement les références.
- Insérer une infobox (cadre d'informations à droite) n'est pas obligatoire pour parachever la mise en page.

Pour une aide détaillée, merci de consulter Aide:Wikification.
Si vous pensez que ces points ont été résolus, vous pouvez retirer ce bandeau et améliorer la mise en forme d'un autre article.
Bracara Augusta est le nom romain de l'actuelle ville de Braga, au nord du Portugal, fondée par l'empereur Auguste entre les années 15 et 13 av. J.-C. Elle fut successivement la capitale du conventus, capitale provinciale de la Gallaecia et enfin du royaume suève.

## Toponymie

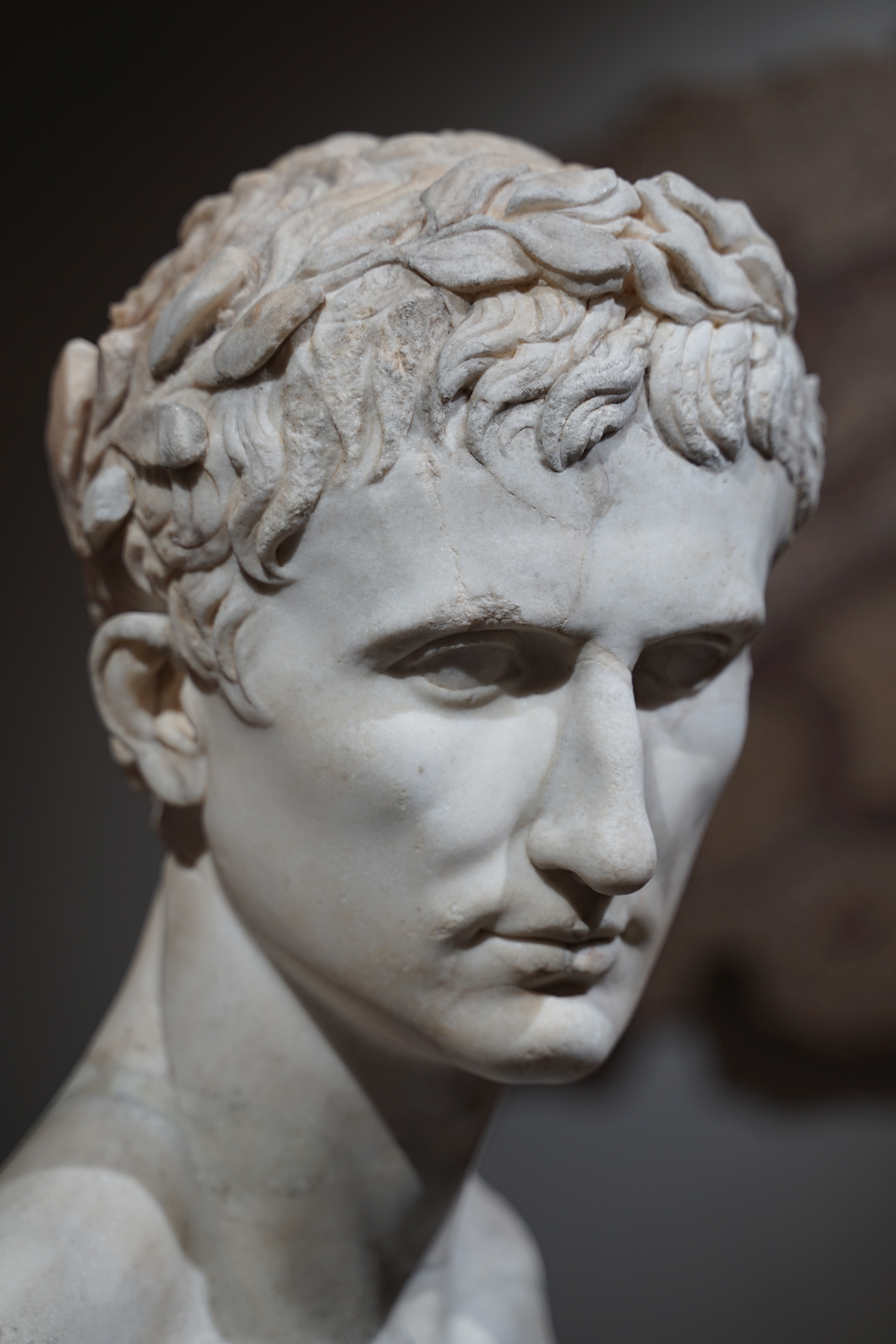
Buste de l'empereur Auguste du musée D. Diogo de Sousa

Le nom de la ville romaine est une conjonction entre le nom du peuple indigène, les Bracares, et le nom de l'empereur Auguste en l'honneur de l'alliance signée entre les deux.

## Histoire

### Avant la fondation

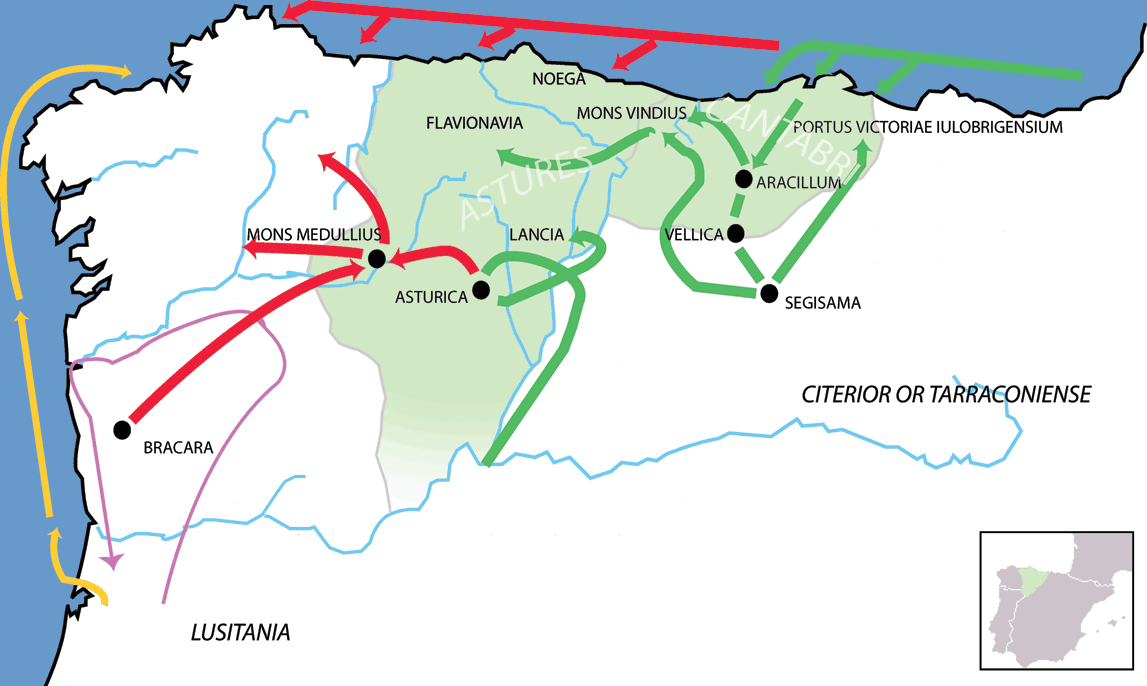
Campagnes militaires romaines :
Decimus Junius Brutus Callaicus (138–136 av. J.-C.)
Jules César en (62 av. J.-C.)
Auguste 1ère expédition des Guerres cantabres
Auguste 2º expédition (les deux entre 26–19 av. J.-C.)

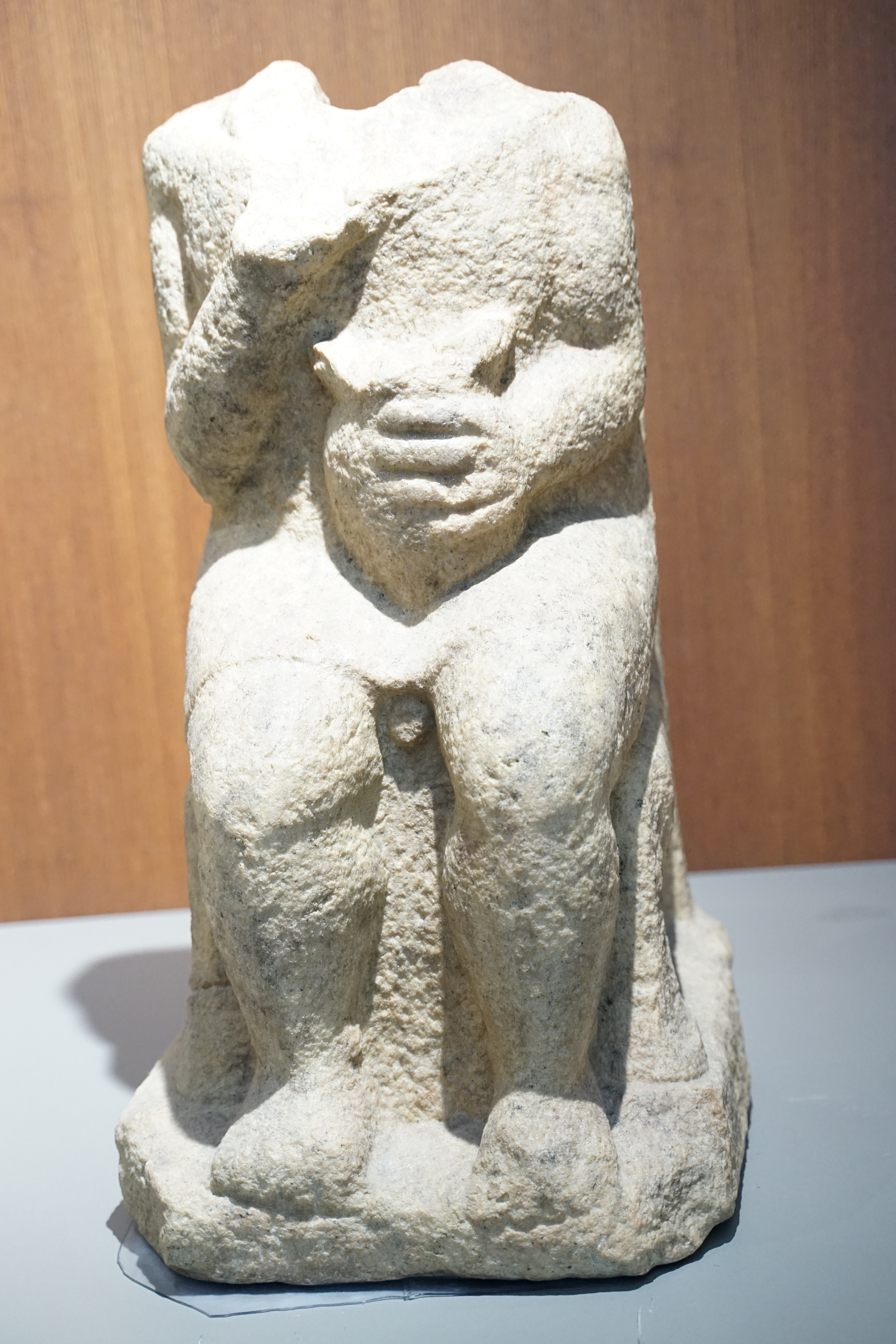
Statue d'un Bracare assis sur un "trône" dont les pieds antérieurs représentent des sabots de cheval. Musée D. Diogo de Sousa

Bien que la première expédition militaire au nord-ouest de la péninsule Ibérique ait eu lieu, après la mort de Viriathe, dans les années 138-136 av. J.-C., commandée par le consul romain Decimus Junius Brutus Callaicus, qui remporta, selon lui, un grande bataille contre les Bracares. Ce n'est qu'au temps d'Auguste, avec les Guerres cantabres, que la conquête fut définitive, et que commença la véritable romanisation du territoire. Dont, l'une des premières étapes fut la fondation de grandes villes, reliées entre elles par de grandes voies, pour obtenir l'intégration complète des populations dans le monde romain. C'est dans ce but que pendant le séjour d'Auguste sur le territoire péninsulaire, entre les années 15 et 13 av. J.-C., la ville de Bracara Augusta fut fondée, pour promouvoir et diffuser la culture romaine au sein des nombreux villages voisins. Certains auteurs défendent l'existence d'un castro, ou d'un « oppidum » (vaste place fortifiée, citée par Pline l'Ancien, comme oppidum Bracari ), avant la fondation de la ville de Braga. À l'appui de cette thèse, la découverte en 2002 d'un espace thermal sous la gare, datant de l'âge du fer. Mais à ce jour, c'est la seule découverte d'un édifice préromain dans la ville de Braga. Ainsi, si cet « oppidum » existe, il n'a pas encore été découvert, ce qui donne lieu à d'autres théories selon lesquelles l'espace occupé par la ville, avant la fondation, était un espace important pour les indigènes mais non bâti, le site peut alors avoir été occupé par :
- Un camp militaire romain[6], comme dans les cas d'Astorga et de Lugo.
- Un lieu de rencontre pour les différents villages de la région, où les chefs et les anciens se réunissaient pour prendre des décisions importantes ou résoudre des différends[7]
- Un lieu sacré (avec un éventuel temple, arbre, rocher) pour prolonger l'idée précédente d'un lieu de rencontre, mais celui-ci à caractère religieux[8]. Les principaux arguments étant l'existence, d'un côté de la ville, de la Fontaine de l'Idole, (un lieu érigé par Celicus Franto, un colon « romanisé » d'Ascobriga, aux dieux païens durant le premier siècle) mais qui pouvait déjà être auparavant un lieu sacré, et de l'autre, les thermes, un autre lieu de culte présumé.
- Un marché, un lieu de rencontre mais aussi d'échange[9].

Cela pourrait être en définitive tout cela à la fois, c'est-à-dire un lieu central entouré de nombreux villages fortifiés qui pouvait être à la fois un lieu de rencontre, un marché, un lieu sacré et peut-être même occupé par des habitations précaires. Cependant, il est fort probable que les thermes ne soient pas le seul monument préromain de la ville et qu'il y ait encore beaucoup à découvrir.

### Les premières années
La ville a été construite de manière planifiée, selon une conception orthogonale classique (rues alignées, avec intersections à angle droit) orientée nord-ouest/sud-est. Elle était divisée en quartiers carrés, d'une superficie bâtie de 120 × 120 pieds (35,52 m sur 35,52 m), occupant dans leur ensemble une superficie rectangulaire de 29,85 ha. Ses origines étaient civiles et la gouvernance était partagée avec les élites bracares. Les premières décennies de la ville furent marquées par une forte croissance. Les premières infrastructures urbaines furent construites (assainissement (cloaque)), des routes furent ouvertes, elle fut capitale du conventus, peut-être dès l'époque d'Auguste, ou de Tibère, des activités économiques (métallurgie, poterie et commerce) et de nouveaux quartiers se développèrent. Le territoire rural adjacent à la future ville fut également divisé en lots carrés à répartir, selon le principe de la centuriation. Pour offrir des terres permettant aux innombrables autochtones, à quelques militaires et à des immigrants de s'y installer pour y vivre. Cependant, dès les années 50 le commerce était déjà le principal secteur économique de la ville et de sa périphérie.

## La ville durant la période des Flaviens-Antonins (68 à 192apr. J.-C.)

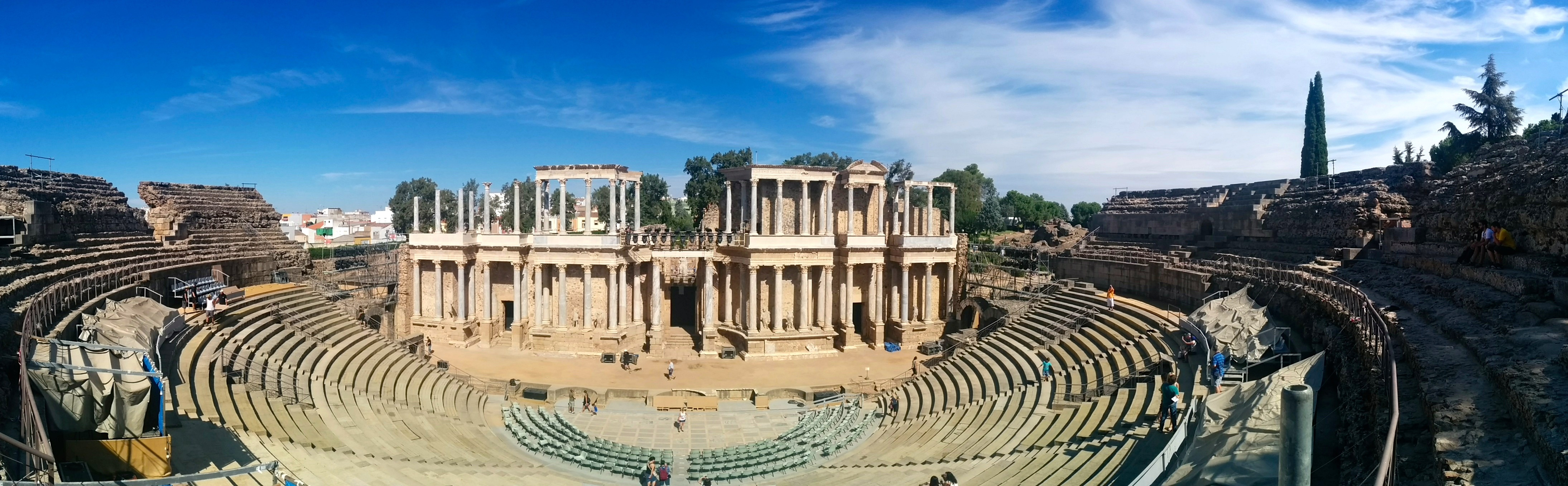
Théâtre Mérida

La ville est à cette époque en pleine restructuration, en raison de la taille atteinte. Les anciennes routes furent réparées et Bracara bénéficia d'une nouvelle connexion avec Astorga par la Via Nova ( Geira ). La construction de bâtiments publics et la « monumentalisation » de la ville avec théâtre, thermes, temples et amphithéâtre se poursuivi. Les quartiers s'agrandirent et l’on assista à l'installation de personnes aisées dans la partie Est de la ville. Nous savons grâce à l'œuvre de Pline l'Ancien que le conventus de Braga était divisé en 24 civitates  et comptait une population de 285 000 personnes libres, étant la plus peuplée du Nord-Ouest de la péninsule,. Le commerce se caractérise par les importations de verre, de céramique et d'objets décoratifs. Certains produits importés étaient de grande qualité et d'un goût raffiné, ce qui suggère l'existence d'une élite puissante. Les principales exportations étaient des céramiques et des métaux de qualité. La ville du Haut Empire était déjà une référence au niveau péninsulaire.

## IIIesiècle

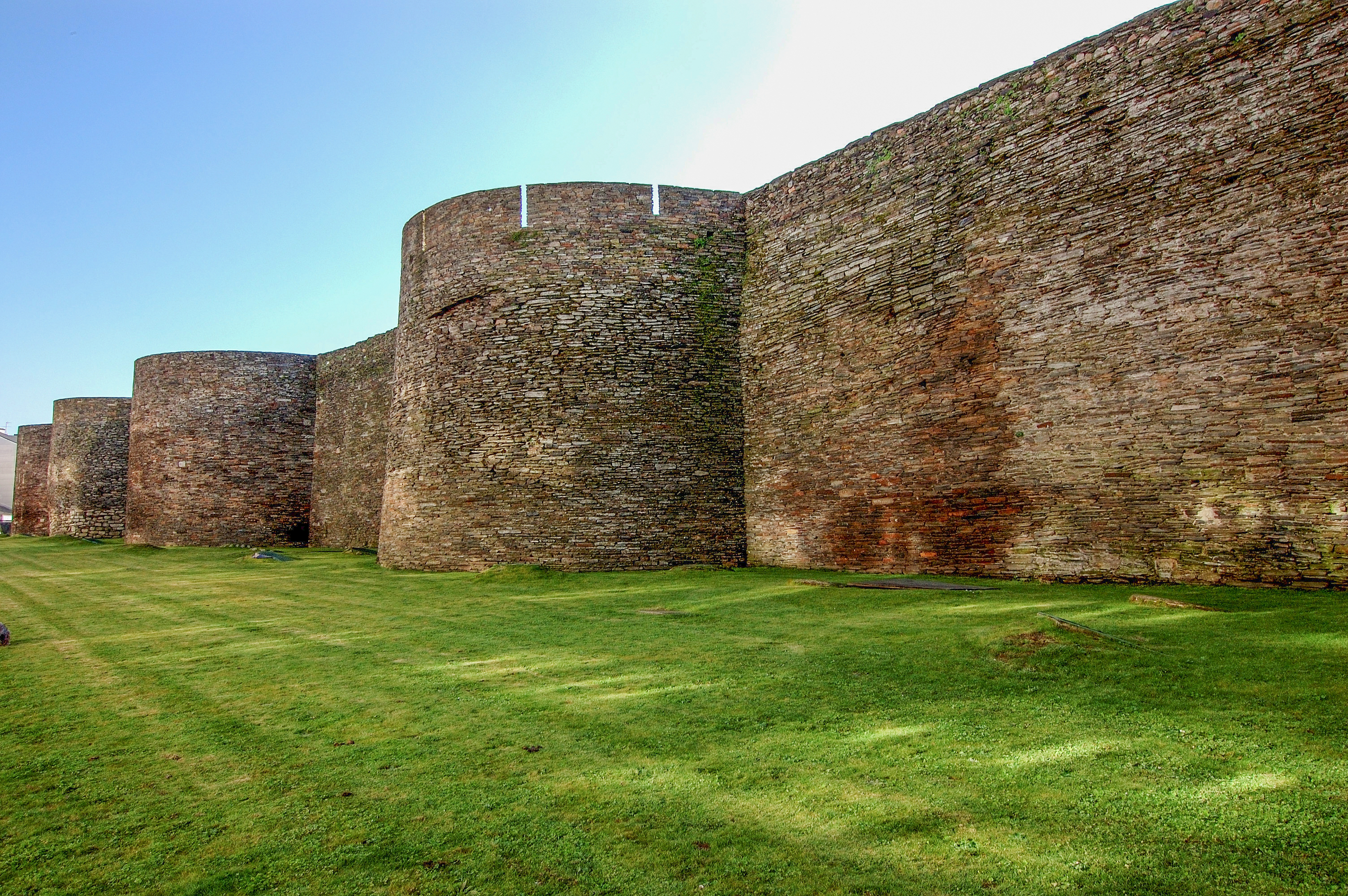
Fortification romaine de Lugo, Galice

La crise du IIIe siècle installée dans l'Empire toucha également Bracara Augusta, qui connut pour la première fois un ralentissement de sa croissance. Peu de temps après l'assaut et le sac de la ville de Tarragone par les Francs sous le règne de Gallien,, à la fin du IIIe siècle, une imposante muraille de 5 à 6 m de large, avec des tours, fut construite autour du centre de la ville de Bracara (plus de 48 hectares), et transforma complètement sa configuration : Quelques maisons et monuments comme le théâtre et l'amphithéâtre furent en partie détruits pour utiliser la pierre pour la nouvelle construction, beaucoup de rues se transformèrent en impasse, et passèrent dans le domaine privé, la ville se divisa en une ville fortifiée et ses quartiers périphériques d'une intense activité . Enfin, à l'époque de l'empereur Caracalla, la nouvelle province de « Hispania Nova Citerior Antonina » (future Gallaecia ) fut créée.

## Bas-Empire (285 à 409apr. J.-C.)

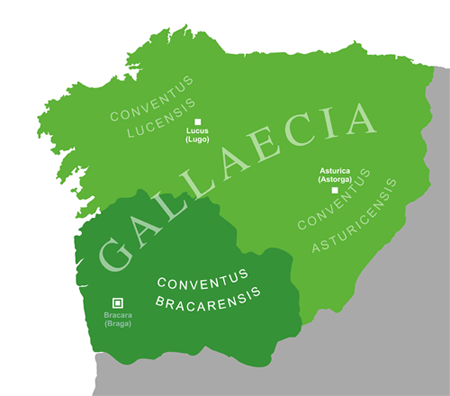
Conventus de Gallaecia

Entre 284 et 289 par ordre de Dioclétien, Bracara Augusta est promue capitale de la province nouvellement créée de Gallaecia, qui intégra les trois conventus du Nord-Ouest de la péninsule (  Braga, Lugo et Astorga ) et une partie du conventus de Clunia. En conséquence la ville subit une nouvelle expansion urbaine, des bâtiments publics furent restructurés ou créés, les routes furent réparées, des améliorations furent introduites dans toute la ville, et l'on constate un enrichissement de la population par l'inclusion de thermes et de mosaïques dans des maisons privées. Le commerce s'intensifie considérablement et des ateliers de céramique apparaissent. Le décret du Pape Sirice en 385 à l'évêque de Tarragone, fait référence à une province ecclésiastique de Gallaecia, suggérant que Bracara Augusta possédait déjà un évêché. Fait confirmé, en l'an 400 apr. J.-C. , par la présence de son archevêque, Paternus, au Ier concile de Tolède. La ville devient la capitale de la province ecclésiastique et assume une position centrale au Nord-Ouest de la péninsule.

## Économie duconventusde Braga

### Importations
Importations
- Defructum (64 %)
- Vin (9,81 %)
- Garum (18,67 %)
- Huile d'olive (1,99 %)
- Autres (5,53 %)

Par l'analyse des amphores, de leur forme et de leur origine, on en déduit que la majorité des importations contenues dans ce conteneur étaient des sous-produits du vin, des « concentrés » ou du « sirop de vin » obtenus à partir de moûts cuits appelés defructum (dans 64% des cas), provenant presque exclusivement de Bétique ; du vin de qualité (9,81%) provenant d'Italie, du sud de la Gaule, de la région égéenne et d'une grande partie de la Bétique ; des sous-produits de la pêche ( garum en latin) (18,67%) de Bétique et Lusitanie; et l'huile d'olive (seulement 1,99 %) provenant principalement de la vallée du Guadalquivir .

### Principales productions
En plus de la production agricole, Bracara avait développé une importante activité industrielle et commerciale à l'époque romaine. Une des activités attestées était la fabrication du verre en centre-ville, mais la production principale était la céramique (lampes à huile (luzernes), céramique commune, céramique fine (vaisselle fine), amphores, dolium, matériaux de construction), avec plusieurs ateliers de poterie à sa périphérie immédiate. Cependant, la matière première provenait entièrement de la zone comprise entre la municipalité de Vila Verde et la municipalité de Barcelos, à 14 km de Bracara via la Via XIX, qui pouvait également être un important centre de production. Parmi les différents ateliers, se distingue la marque « LUCRETIUS », qui approvisionnait le marché de la Galice romaine et le nord de la Lusitanie.

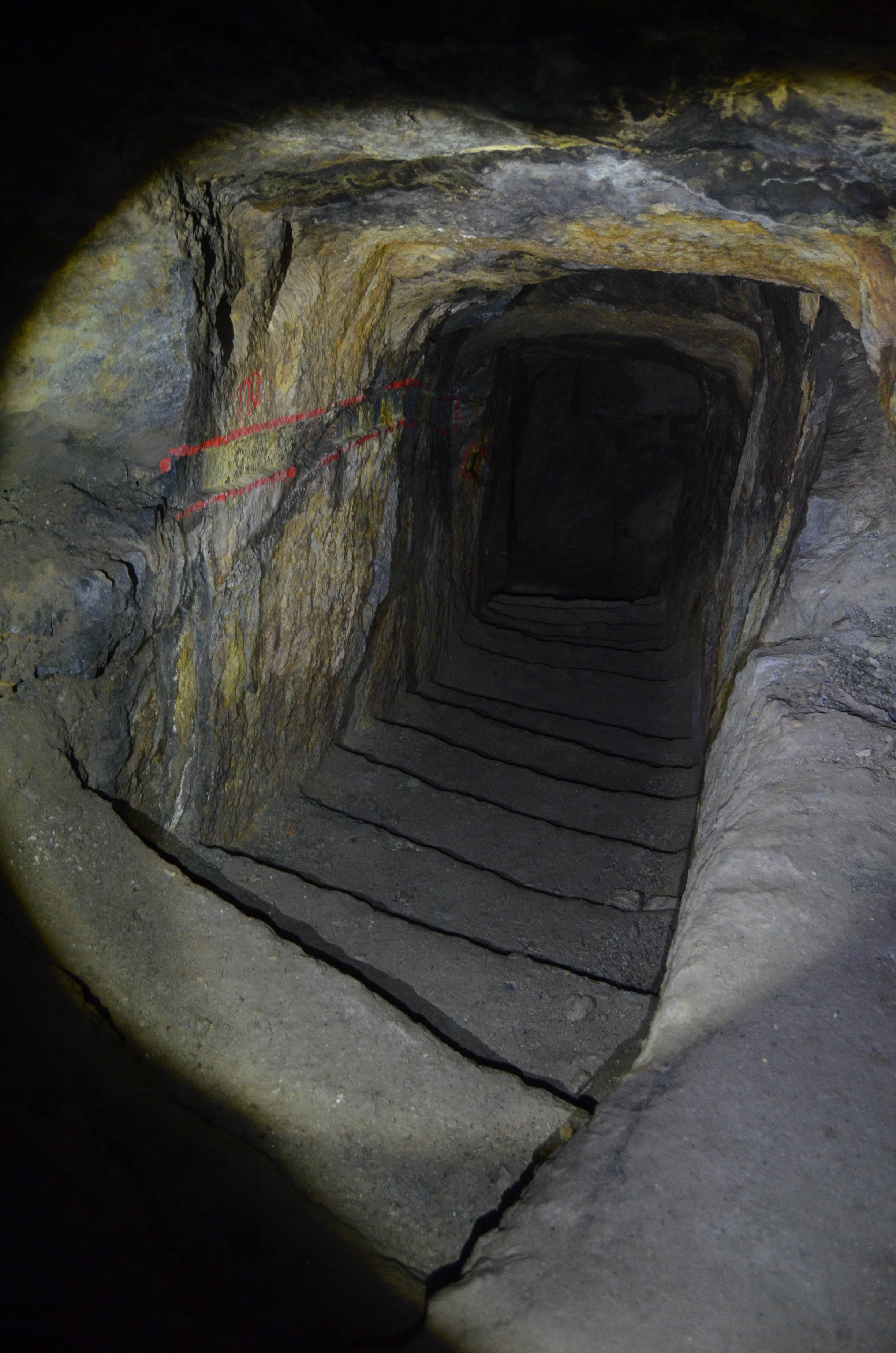
Mines romaines de Tresminas

Mais la principale source de richesse du conventus de Braga était l'extraction de métaux (étain, fer, plomb et argent), l'accent étant mis sur l'or en raison de sa valeur et de sa quantité. Outre la collecte d'or du lit des rivières, dont les rivières Douro et Sabor, le conventus comptait à l'époque un total de 50 mines sur le seul territoire portugais, certaines à proximité de la ville, comme celle de Marrancos dans la municipalité de Vila Verde. Mais les principales mines se trouvaient à Trás-os-Montes, comme Tresminas (Vila Pouca de Aguiar) et Poço das Freitas (Boticas), et autour de Porto avec les mines de Fojo das Pombas dans la Serra de Santa Justa et Pias (Valongo) et les mines de Castromil (Paredes). Si l'exploration des minéraux est très ancienne et remonte au Néolithique en Galice,, avec l'arrivée des Romains l'exploration est devenue intensive et proto-industrielle, avec des mines à ciel ouvert et souterraines utilisant un grand nombre d'esclaves mais aussi des machines comme des pilons hydrauliques (marteaux) permettant de broyer le minerai brut à l'aide de quatre pilons. Ce qui permit d'extraire d'immenses quantités de minerai, principalement de l'or, Pline l'Ancien nous donne la valeur de 20 000 livres (6 543 kilos) par an pour la Galice, les Asturies et la Lusitanie, les Asturies étant, selon lui, le principal producteur. Ces mines étaient sous le domaine impérial, il existait même un procuratore metallorum des Asturies et de Galice, chargé de l'administration et de la surveillance des mines jusqu'au milieu du IIe siècle/début du IIIe siècle, date probable de la fin de leur exploitation et du début d'une crise majeure dans l'Empire romain. C'est pourquoi seule une petite partie de ce minerai était fondu dans la ville et dans ses environs : plusieurs moules en argile (creusets) d'or et de bronze ont été découverts, en plein centre de Braga. C’est dans cette perspective que l’on peut comprendre le dense réseau routier romain du conventus de Braga, essentiel dans la politique économique du pouvoir romain étant donné que sa construction facilitait l'exportation des métaux extraits dans la région.

## Bracara Augusta, un important carrefour routier.

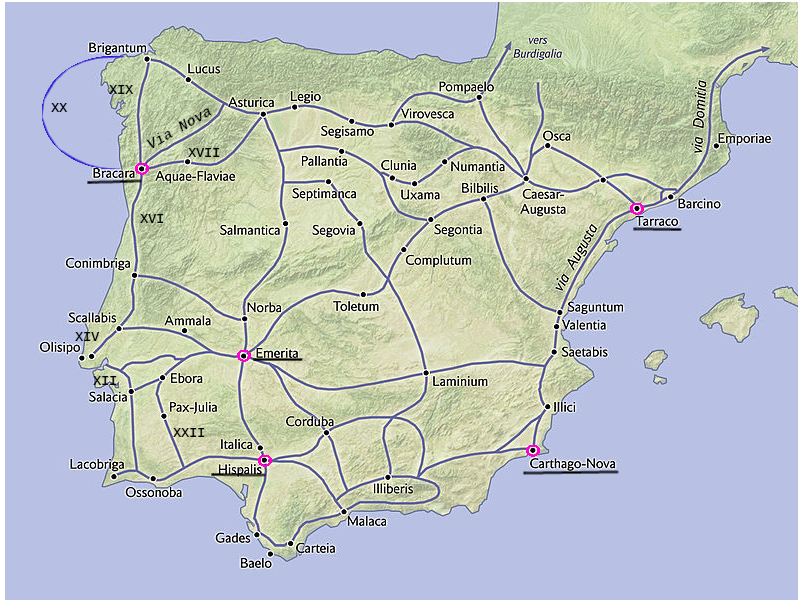
Voies romaines.

Braga, bien avant de devenir la capitale provinciale, était déjà liée au triangle politico-administratif, établi par Auguste, de la future province de Gallaecia avec pour sommets les trois villes : Bracara Augusta (Braga), Lucus Augusti (Lugo) et Asturica Augusta. ( Astorga) par plusieurs voies :
- Via XVII : Braga-Astorga via Chaves.
- Via XIX : Braga-Astorga via Lugo.
- Via XX : Braga-Astorga, en partie fluviale et maritime.

Mais aussi les villes les plus importantes de Lusitanie comme Emerita, (capitale de la province) en passant par Scallabis (Santarém, conventus)  par la Via XVI. Vers les années 1980, ce réseau se renforce par la construction de la
- Via XVIII ou Via Nova : Braga-Astorga, l'itinéraire le plus direct entre Serra Amarela et Serra do Gerês.

## Haut Moyen Âge

### La formation du royaume suève

Division de l'Hispanie en 411.

Les Suèves (peuple germanique), sous la pression des Huns, traversèrent le Rhin glacé dans la nuit du 31 décembre 406, pour trouver refuge à l'intérieur des frontières de l'Empire romain. En octobre 409, ils arrivèrent dans la péninsule ibérique et en 411 au conventus de Bracara. Ainsi se termina la longue « Pax Romana » pour Bracara Augusta, non pas que l'arrivée ait été violente (d'après le témoignage de Paul Orose, on sait que pendant une courte période ils "ont échangé l'épée contre la charrue", mais parce qu’ ils entrèrent très vite en conflit avec leurs voisins les Vandales Hasdings, qui occupaient également une partie de la Gallaecia. En 419, les Suèves du roi Herméric furent attaqués et encerclés lors de la bataille des Monts Nervasos par les vandales du roi Gundéric, Asterius, comte d'Hispanie, avec les troupes romaines vint à leur secours et de nombreux vandales furent massacrés à Braga par le vicaire Maurocellus, durant leurs retraite vers la Bétique.

### Bracara capitale du royaume Suève

Royaume Suève en 455.

Peu après que les Wisigoths, au nom des Romains, eurent vaincu les Alains qui occupaient la Lusitanie, les Suèves s'emparèrent de ce territoire et Bracara Augusta devint la capitale politique du royaume suève qui englobait la région disparue de la Gallaecia romaine et s'étendait jusqu'au Fleuve Guadalquivir. Ce bref royaume de 174 ans est pourtant le premier royaume médiéval d’Occident, le premier royaume catholique et enfin le premier royaume « barbare » à frapper monnaie. En effet, à Bracara, des siliques d'argent étaient frappées avec d'un côté l'effigie de l'empereur Flavius Honorius et de l'autre une croix ornée des lettres « B et R » de Bracara et de l'inscription « ivssv richiari reges » soit « Par ordre du roi Rechiaire ». Rechiaire qui fut converti au catholicisme par Balcónio, évêque de Bracara et fondateur d'une école théologique de la ville, figure marquante du catholicisme de Braga avec Paul Orose (qui contacta directement saint Augustin et saint Jérôme), et les deux Avitos (un pèlerin en Orient, un autre pèlerin à Rome). Après plusieurs succès, les Suèves élargirent encore davantage leur territoire. Les Wisigoths, toujours alliés et même fédérés des Romains, furent de nouveau envoyés vers la péninsule. Ils envoyèrent d'abord une ambassade, sans résultat, et en réponse à la deuxième tentative de dialogue des Wisigoths, Rechiaire attaqua la région de Tarragone dans l'actuelle Catalogne. Lassés, les Wisigoths ripostèrent et vainquirent les Suèves près d'Astorga (Bataille de la rivière Órbigo ), beaucoup d'entre eux s'échappèrent, et pendant la poursuite, les Wisigoths attaquèrent et pillèrent Bracara, le dimanche 28 octobre 456. De nombreux "romains" furent faits prisonniers, des églises furent profanées, et les prêtres furent dépouillés de leurs robes sacerdotales, jusqu'à la nudité. Il est à noter que, selon Hydace de Chaves, Bracara est tombée sans effusion de sang ni violations (Astorga n'eut pas le même sort et fut en partie incendiée). Théodoric et ses Wisigoths, après avoir capturé et tué Rechiaire à Porto, se dirigèrent vers la Lusitanie et laissèrent le conventus de Braga aux mains de bandes de pillards. Le royaume fut indirectement dominé par les Wisigoths, les Suèves se trouvant dans une claire position de vassalité et divisés en deux royaumes. Bracara, n'étant plus la seule capitale, perdit de son influence en faveur de Lugo et surtout de Porto qui gagna en importance. Avec la mort d'Hydace, après 469, nous n'avons plus d'informations jusqu'en 561, et l'ordre du roi Ariamir, de procéder au Premier concile de Braga, entre les années 561 et 563, sous la présidence de Lucrèce, évêque de Bracara. Suivi en 572, par le deuxième concile de Braga, présidé par saint Martin de Braga, évêque du Diocèse de Dume et de Braga, à nouveau capitale du royaume unifié. Cette courte phase marque la renaissance d'un certain faste politique et religieux à Bracara, fortement influencé par l'Empire byzantin. Cela doit beaucoup au travail de (ré)organisation et de formation (y compris du roi lui-même), de l'évêque culte Saint Martin de Dume. En 585, prend fin le royaume Suève, dominé par le royaume wisigoth pendant 130 ans. Bracara cesse définitivement d'être la capitale politique d'un État, même si elle conserve son statut de capitale ecclésiastique.
Durant ces deux royaumes germaniques, malgré le pillage, il y eut une relative continuité dans la configuration et l'occupation de l'espace de la ville accompagné d'une certaine prospérité économique. Même si la ville a vu certains de ses monuments transformés avec une qualité de reconstruction généralement inférieure à celle de l'époque romaine. Certains édifices religieux, comme la basilique de la Dume et notamment la chapelle de São Frutuoso de Montélios montrent des signes évidents de raffinement avec l'utilisation de matériaux nobles, comme le marbre et le calcaire. La périphérie a même connu un développement, illustré par la construction de plusieurs églises (S. Vicente, S. Vítor et S. Pedro de Maximinos).

### Palais royaux
Curieusement, il semble que les rois suèves n'aient jamais vécu à Bracara mais plutôt dans sa périphérie, Théodomir a donné son nom à la paroisse de Mire de Tibães et près de son palais Saint Martin de Braga fonda un monastère,. Santa Marta das Cortiças est un autre endroit avec un palais royal à côté d'une basilique. Au sommet de la colline et à côté d'un castro, dans une position défensive (peut-être après le pillage de Théodoric).

### De l'islamisation à la Reconquête (VIIIeauXesiècle)
L'entrée des Maures dans la péninsule eut lieu à Gibraltar le 27 avril 711 avec le débarquement de Tariq. Six ans plus tard, en 717, les Maures prirent Bracara, et le siège du diocèse de Braga fut transféré jusqu'en 1070 à Lugo. La résistance chrétienne se limita à une petite zone montagneuse des Asturies. Cependant, moins de 40 ans plus tard, à l'époque d'Alphonse Ier des Asturies, Braga était à nouveau en zone chrétienne, bien que très dangereuse, très proche de la frontière du Douro. Le Xème siècle est marqué, après une période de paix, par plusieurs destructions sanglantes par Almanzor, gouverneur d'Al-Andalus, qui parvint à inverser l'avancée de la reconquête. Il y eut de vastes destructions musulmanes en Galice, en 997, par Almanzor et son armée, qui saccagea les villes depuis Porto jusqu'à Saint-Jacques-de-Compostelle, sans que nous sachions s’ils passèrent par Braga. Cependant, le chroniqueur arabe Ibne Abd AI-Hunim AI-Himiari, citant un texte du géographe Al-Bakri (XIe siècle), parle d'une ville détruite.

« Cette cité de Braga, qui remonte à l'Antiquité, fut fondée par les Romains et fut l'une de leurs résidences royales. Elle ressemblait à Mérida par la solidité de ses bâtiments et la disposition de ses murailles. Aujourd'hui, elle est presque entièrement détruite et déserte : elle a été démolie par les musulmans qui ont expulsé la population... »

— Ibne Abd AI-Hunim AI-Himiari

### La ville de Braga

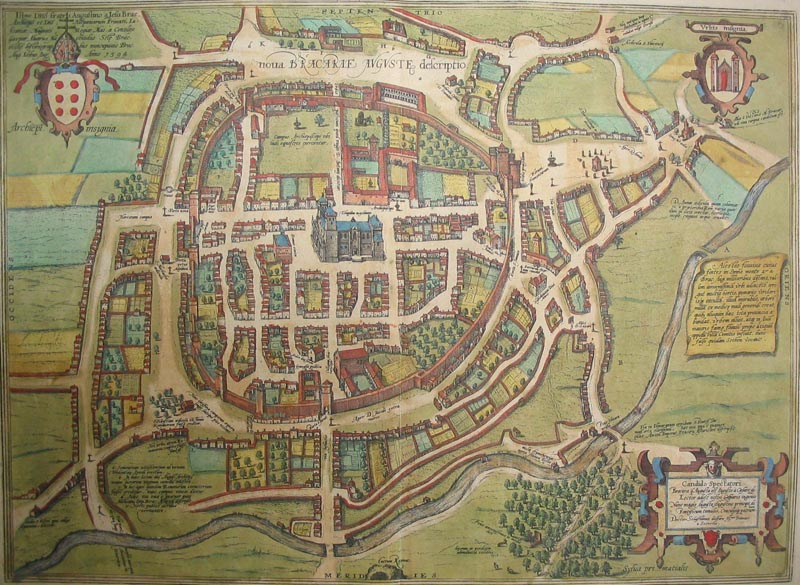
Braga médiévale, carte de 1594.

La ville de Braga, née au XIe siècle, n'a plus grand-chose à voir avec l'ancienne et riche Bracara. Après la reconquête de Coimbra par  Ferdinand I de León, par décision royale, Braga redevint le siège épiscopal avec la nomination de Pedro de Braga (pt), qui ordonna la reconstruction de la cathédrale (sur les vestiges d'un ancien temple romain dédié à la déesse Isis, qui aurait ensuite été transformé en église chrétienne). La cité médiévale se développa autour de la Cathédrale fortifiée, occupant seulement le quart nord-ouest de l'ancienne Bracara jusqu'à l'enceinte romaine nord, le reste de la ville fut progressivement détruit et transformé en champs et potagers. Ce que confirme la chronique arabe, Braga a certainement perdu plus de la moitié de sa population, et toute la zone occidentale occupée par les monuments publics, forum, thermes, théâtre et amphithéâtre fut abandonnée. Une enceinte fut construite autour de la cité médiévale avant le XIIIe siècle. Braga fut offerte en dot, par Alphonse VI de León et de Castille, à sa fille Thérèse, à son mariage avec Henri de Bourgogne. Ces derniers furent seigneurs de la ville entre 1096 et 1112. En 1112, ils en firent don aux archevêques.

De Bracara à Braga.

### Vestiges
Heureusement, la mémoire de Bracara Augusta n’a pas été complètement effacée, à l’époque du roi D. Manuel, l'archevêque de Braga D. Diogo de Sousa s'est préoccupé de protéger les vestiges romains, en plaçant plus d'une douzaine de bornes milliaires près de la chapelle de Santa Ana, Avenue Central récemment créée. Un autre archevêque de Braga, entre 1626 et 1634, Rodrigo da Cunha décrit dans son « Histoire ecclésiastique des archevêques de Braga » la prétendue fondation de Braga, citant plusieurs auteurs, et exprime l'opinion juste que Bracara n'occupait pas le même espace que Braga.

« Les anciens témoignages montrent que Braga a toujours été une cité grandiose. Sa première fondation et son siège n'étaient pas à l'endroit où ils se trouvent aujourd'hui. Il a commencé à côté de l'église de Saint-Pierre de Maximinos, où il y a aujourd'hui des ruines de grands bâtiments qui témoignent de son ancienne majesté, et il y a encore un demi-cercle à l'endroit où se trouvait autrefois l'amphithéâtre… »

— História Ecclesiástica dos Arcebispos de Braga, D. Rodrigo da Cunha
Un autre membre du clergé, Jerónimo Contador de Argote, fut un grand historien et défenseur du patrimoine de Braga, comme en témoigne son important ouvrage « Mémoires historiques de l'archevêché de Braga ». Les transformations du XIXe et du début du XXe siècle à Braga ont principalement touché les bâtiments médiévaux, comme la destruction du château fort en novembre 1905 par la Mairie. Mais à la fin du siècle dernier, Braga connu une croissance exponentielle qui menaça les ruines romaines à partir de 1970. Les grandes fermes qui entouraient la ville furent transformées en routes et en lotissements. Après quelques destructions, le chanoine Arlindo Ribeiro da Cunha est l'un des premiers à s'indigner, sans résultat. En janvier 1976, quatre employés de l'Université du Minho alertèrent le ministère de l'Éducation et de la Recherche Scientifique, qui supervisait la protection et conservation des monuments et des œuvres d'art, du risque de destruction imminente de la colline de Maximinos, en février le C.O.D.E.P. (Commission de Défense et d'Étude du Patrimoine) est créé. En avril, le professeur Jorge de Alarcão mène une première campagne de prospection archéologique. Processus qui culmine le 20 novembre, avec la visite du Premier Ministre  Mário Soares sur le site archéologique :

« On ne construira plus à Braga sur les ruines romaines »

— Mário Soares
L'actuelle Unité d'Archéologie de l'Université du Minho (UAUM), créée en 1976 pour orienter le sauvetage de Bracara Augusta, s'est développée à partir de 1977 avec les résultats suivants :
- Thermes romains de Maximinos — Alto da Cividade, découverts en 1976.
- Fontaine de l'idole Fonte do Ídolo — São Lázaro.
- Tronçon des remparts romains de la Quinta do Fujacal avec des fouilles en 1977, 1982 e 1983.
- Ruines romaines des Carvalheiras — découvertes en 1983. Datant de la fin du Ier siècle, villa (domus) de l'élite de 1 152 m2[37]
- Marché romain et basilique paléochrétienne (1983) — visible dans une crypte, sous la cathédrale
- Thermes romains de la rue Afonso Henriques — Du IIe siècle, d'une superficie de 3 000 m2[37].
- Théâtre romain du Alto da Cividade — Alto da Cividade, découvert en 1999, construction du début du IIe siècle, d'un diamètre de 72,63 m (245 pieds), et d'une capacité entre 4 000 et 4 500 spectateurs[37].
- Mosaïque romaine du Musée D. Diogo de Sousa (1986) — une des plus anciennes du nord du Portugal
- Ancien séminaire de Santiago 1987 – comportant une grande salle avec des colonnes, et en son centre une piscine décorée avec un panneau de mosaïque.
- Insula dans l'enceinte du Musée de D. Diogo de Sousa.

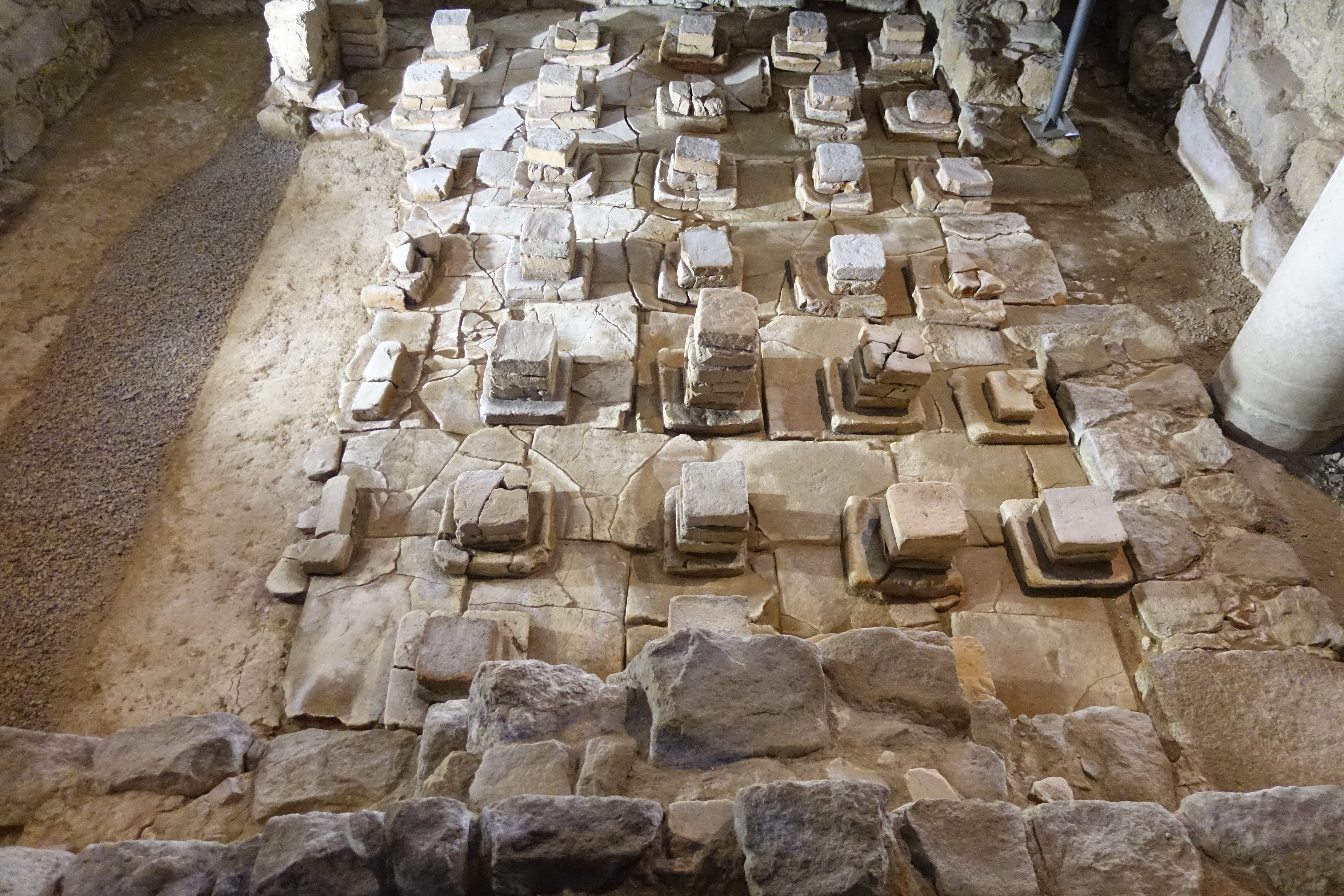
Insula romaine sous le bâtiment de l’école de la cathédrale

- Insula romaine sous le bâtiment de l'Escola da Sé — Sé
- Ruines romaines insérées dans le bâtiment Bibliopólis
- Ruines romaines du restaurant "Frigideiras do Cantinho"
- Tronçon de fortification du Bas-Empire à la base de la tour de la chapelle de Nossa Senhora da Glória
- Bâtiment romain de Santo António das Travessa
- Voie romaine XVII — partant de la limite orientale de la ville et passant par Acquae Flaviae (Chaves (Portugal)), d'où elle continue jusqu'à Astorga.
- Via XVIII ou Via Nova (Geira) — voie romaine partant du nord-est de la ville, et offrant la connexion la plus directe avec Asturica Augusta (Astorga). Monument national et en phase de préparation pour la candidature au patrimoine mondial de l'UNESCO
- Voie romaine XIX - unissait les villes de Braga et Asturica Augusta (Astorga), via Ponte de Lima.